# Tanna sozanensis
Tanna sozanensis és una espècie d'hemípter auquenorrinc de la família dels cicàdids.